# مجموعة رواد فضاء ناسا الثالثة

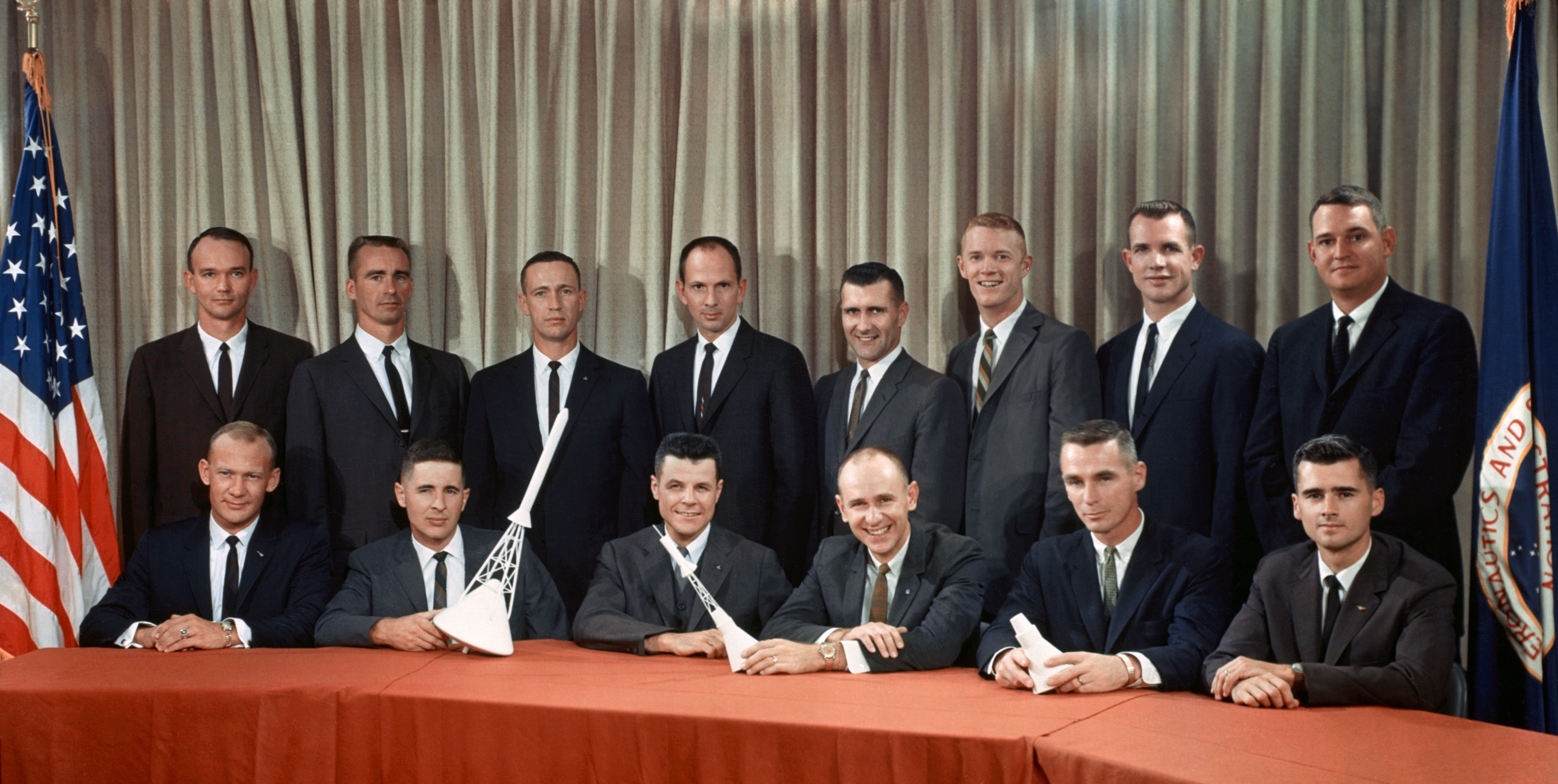
مجموعة رواد الفضاء الثالثة - GPN-2000-

مجموعة رواد فضاء ناسا الثالثة - «الأربعة عشر» - كانت مجموعة مكونة من أربعة عشر رائد فضاء اختارتهم وكالة ناسا للمشاركة في برنامجي جيمناي وأبولو. أُعلِن عن اختيارهم في أكتوبر 1963. كان سبعة منهم من القوات الجوية للولايات المتحدة، وأربعة من البحرية الأمريكية، وواحد من مشاة البحرية الأمريكية واثنان مدنيان. توفي أربعة منهم أثناء تدربهم قبل أن يتمكنوا من السفر إلى الفضاء. شارك العشرة الباقون في مهمات أبولو؛ كما شارك خمسة منهم في مهمات جيمناي. سار باز ألدرين وآلان بين وجين سيرنان وديفيد سكوت على سطح القمر.
كانت المجموعة 3 هي أول مجموعة رواد فضاء تُقبل دون شرط امتلاك رخصة طيار اختبار، على الرغم من أن ذلك استُبدل بشرط امتلاك خبرة في قيادة الطائرات النفاثة المقاتلة. انطبق ذلك الشرط على باز ألدرين وبيل أندرس وجين سيرنان وروجر شافي ووالتر كننغهام وروستي شويكارت؛ بينما كان الآخرون طياري اختبار. في المتوسط، كان أعضاء المجموعة أصغر سنًا وأطول قليلًا وأثقل وأفضل تعليمًا من المجموعتين السابقتين.

## نظرة عامة
مثّل إطلاق قمر سبوتنيك 1 الصناعي التابع للاتحاد السوفيتي في 4 أكتوبر 1957 بداية منافسةً أيديولوجية وتكنولوجية بين الولايات المتحدة والاتحاد السوفييتي فيما يُعرف باسم سباق الفضاء. انصدم عامة الشعب الأمريكي من تفوق التكنولوجيا السوفيتية على التكنولوجية الأمريكية، ما دفع الرئيس الأمريكي دوايت دي. أيزنهاور إلى إنشاء وكالة مدنية جديدة، سُميت الإدارة الوطنية للملاحة الجوية والفضاء (ناسا)، بهدف الإشراف على برنامج الفضاء الأمريكي. قامت مجموعة المهام الفضائية (إس تي جي) في مركز أبحاث لانغلي التابع لناسا في هامبتون، فيرجينيا، بإنشاء مشروع رحلات فضاء أمريكي سُمي مشروع ميركوري، الذي هدف إلى إرسال شخص إلى الفضاء ثم إلى مدار حول الأرض. أُعلِن عن اختيار رواد الفضاء الأوائل، المعروفين باسم «السبعة الأصليون» أو «ميركوري سبعة»، في 9 أبريل 1959.
بحلول عام 1961، على الرغم من عدم إطلاق أي شخص إلى الفضاء بعد، كانت إس تي جي واثقةً من أن مشروع ميركوري قد تغلب على نكساته الأولية، وأن الولايات المتحدة قد تجاوزت الاتحاد السوفيتي لتصبح الدولة الأكثر تقدمًا في تكنولوجيا الفضاء. بدأت إس تي جي التفكير في بناء مركبة تتسع لشخصين، ميركوري مارك 2، لتخلف مركبة ميركوري الأصلي. تحطمت هذه الثقة في 12 أبريل 1961، عندما أطلق الاتحاد السوفيتي مهمة فوستوك 1، وعلى متنها رائد الفضاء يوري غاغارين الذي أصبح أول شخص يدور حول الأرض. ردًا على ذلك، أعلن الرئيس جون كينيدي عن هدف أكثر طموحًا في 25 مايو 1961: إرسال رجل على سطح القمر بحلول نهاية العقد. وبالتالي وُلد مشروع أبولو. أصبح مفهوم مركبة ميركوري 2 الفضائية، التي تتسع لشخصين، جزءًا من مشروع جيمناي في 3 يناير 1962. في 18 أبريل 1962، أعلنت وكالة ناسا رسميًا فتح باب التقدم لمجموعة ثانية من رواد الفضاء الذين سيساعدون رواد فضاء مشروع ميركوري، والذين سيشاركون في رحلات مشروع جيمناي. كان من المتوقع أن يقودوا مشروع أبولو فيما بعد. اختير تسع مرشحين، عُرفوا باسم «التسعة التاليين»، وأُعلِنت أسمائهم في 17 سبتمبر 1962.
بحلول مايو 1963، بينما كان هناك عدد كافٍ من رواد الفضاء لتلبية احتياجات مشروع جيمناي، دعا الجدول الزمني لمشروع أبولو إلى إطلاق أربع مهمات فضائية مأهولة إلى مدار أرضي على متن صواريخ ساتورن 1 في عام 1965؛ وإطلاق ما بين اثنين وأربع مهمات على متن صواريخ ساتورن 1 بي في عام 1966؛ وإطلاق ست مهمات أو أكثر إلى مدار أرضي وقمري على متن صواريخ ساتورن 5، ابتداءً من 1967. وفقًا لهذا الجدول، توقع ديك سلايتون، رئيس مكتب رواد الفضاء التابع لناسا ورائد فضاء مشروع ميركوري، أن يصبح هناك نقص في رواد الفضاء، على الرغم من أنه شكك في إطلاق عدد كبير من الرحلات الفضائية. بالإضافة إلى ذلك، بحلول منتصف عام 1963، تقاعد ثلاثة رواد فضاء من مجموعة ميركوري السبعة - سكوت كاربنتر وجون جلين وسلايتون - بالتالي بقي ثلاثة عشر رائد فضاء نشط. على هذا الأساس، حسب سلايتون أن معدل تناقص عدد رواد الفضاء هو 10% تقريبًا سنويًا. وبالتالي قد يحتاج مشروع أبولو إلى ما بين من عشرة وعشرين رائد فضاء إضافي. في 5 يونيو 1963، أعلنت ناسا أنها ستوظف ما بين عشرة وخمسة عشر رائد فضاء جديد. كان الموعد النهائي لتقديم الطلبات المدنية هو 1 يوليو 1963؛ بينما كان الموعد النهائي لتقديم الطالبات العسكرية هو 15 يوليو، وذلك لمنح الوكالة وقتًا لفحص الطلبات بشكل أولي.

## معايير الاختيار
كانت معايير الاختيار مماثلةً لتلك الخاصة بمجموعة التسعة التاليين، باستثناء تخفيض الحد الأدنى لساعات الطيران إلى 1000 ساعة، وإلغاء شرط رخصة الطيار الاختباري، وتخفيض الحد الأقصى للعمر إلى 34 عامًا. كانت المعايير الرئيسية للمرشحين هي:
- أن يكونوا مواطنين أمريكيين؛
- أن يكون عمر المتقدم أقل من 34 عامًا بحلول 30 يونيو 1963؛
- أن يكون طول المتقدم 6 أقدام (1.83 متر) أو أقل؛
- أن يكون المتقدم حاصلًا على شهادة في الهندسة أو العلوم الفيزيائية؛
- أن يكون المتقدم طيار اختبار ذي خبرة، أو أمضى 1000 ساعة في قيادة طائرات نفاثة؛
- أن يحصل المتقدم على شهادة توصية من صاحب العمل الخاص به.[11]